# Chialamberto
Chialamberto é uma comuna italiana da região do Piemonte, província de Turim, com cerca de 362 habitantes. Estende-se por uma área de 35 km², tendo uma densidade populacional de 10 hab/km². Faz fronteira com Locana, Noasca, Groscavallo, Cantoira, Ceres, Ala di Stura.

## Demografia
| Variação demográfica do município entre 1861 e 2011                               |
|                                                                                   |
| Fonte: Istituto Nazionale di Statistica (ISTAT) - Elaboração gráfica da Wikipedia |

## Geografia
A comuna fica localizada no Vale do Lanzo, mais precisamente no Vale Grande do Lanzo, a noroeste da capital do Piemonte. Estes vales ficam na seção dos Alpes chamada de Alpes de Lanzo e da Alta Maurienne

## Topónimo
Em língua piemontesa se chama "Cialambèrt", "Tchalambèrt" em Língua franco-provençal e "Chalambert" em Língua francesa. Vem do nome de uma família, os "Lamberti".

## História
A primeira menção a comuna foi em um documento em 1342 que prescreve a renúncia dos direitos às terras de Chialamberto da parte do Monastério de San Mauro a favor do Conte Aimone. Em 1456 Lodovico di Savoia revoga a concessão de Chialamberto aos irmãos Goffi. Em 1596 é criada a Paróquia de Chialamberto. Mais tarde, em 1690, a cidade fabrica bombas na guerra contra a França (Guerra dos Nove Anos). Em 1831 há as fusões com as comunas de Vonzo e Mottera. O povoado de Chialamberto é convertido na sede comunal porque era sede de uma paróquia, fica localizado no centro da comuna e possuía o Albo pretorio, ou seja, o local onde eram afixados os decretos.

## Lugares de Interesse
- Santuário da Madonna de Ciavanis

Também há a igreja paroquial de São Felipe e Santiago Apóstolo, o Monumento al Cadutti, a Miniera del Fragnè e a Balma Roc dle Masche, além de várias capelas e pequenas igrejas . No território da comuna também se localizam o Gran Bernardè, a Stura di Lanzo, o Monte Bellavarda, o Monte Tovo e a Punta Pian Spigo.

## Transporte
A comuna de Chialamberto é atendida pela estrada SP33 della Val Granda..

## Administração
Esta comuna faz parte da União das Comunas Montanas do Vale do Lanzo, Ceronda e Casternone.

## Divisão comunal
A comuna de Chialamberto se divide nas seguintes Fraziones:
| - Breno - Chialamberto (sede) - Candiela | - Gabbi - Volpetta - Vonzo |